# Zourma
Pour les articles homonymes, voir Zourma (homonymie).
Ne doit pas être confondu avec Zourma-Kita.
Zourma est une localité située dans le département de Zabré de la province du Boulgou dans la région Centre-Est au Burkina Faso.

## Démographie
| 2003  | 2006  | 2012 |
| ----- | ----- | ---- |
| 7 121 | 4 907 | -    |

En 2006, sur les 4 907 habitants du village – regroupés en 899 ménages – 54,72 % étaient des femmes, près 46,7 % avaient moins de 14 ans, 47,4 % entre 15 et 64 ans et environ 5,4 % plus de 65 ans.

## Santé et éducation
Zourma accueille un centre de santé et de promotion sociale (CSPS) tandis que le centre médical avec antenne chirurgicale (CMA) se trouve à Zabré et que le centre hospitalier régional (CHR) est à Tenkodogo .
Le village possède deux écoles primaires publiques (celle du bourg et celle de Djama).